# Vinci
Vinci (pronuncia: /ˈvinʧi/) è un comune italiano di 14 611 abitanti della città metropolitana di Firenze in Toscana. È noto per essere stato il luogo di origine di Leonardo.

## Geografia fisica
È situato sulle pendici del Montalbano, massiccio collinare ricco di vigneti e oliveti e di terrazzamenti sorretti da caratteristici muri a secco.
La parte più antica di Vinci presenta una pianta a forma di mandorla, insolita in questa zona della Toscana. Vista dall'alto, fa pensare a un'imbarcazione a due alberi (dove i due alberi sarebbero la torre della Rocca dei Conti Guidi e il campanile della chiesa di Santa Croce).
Il centro storico del borgo leonardiano è noto, per questo motivo, anche come “Castel della Nave”.
- Classificazione sismica: zona 2 (sismicità medio-alta), Ordinanza PCM 3274 del 20/03/2003
- Classificazione climatica: zona D, 1765 GG
- Diffusività atmosferica: alta, Ibimet CNR 2002

### Clima
| Vinci               | Mesi | Mesi | Mesi | Mesi | Mesi | Mesi | Mesi | Mesi | Mesi | Mesi | Mesi | Mesi | Stagioni | Stagioni | Stagioni | Stagioni | Anno |
| Vinci               | Gen  | Feb  | Mar  | Apr  | Mag  | Giu  | Lug  | Ago  | Set  | Ott  | Nov  | Dic  | Inv      | Pri      | Est      | Aut      | Anno |
| ------------------- | ---- | ---- | ---- | ---- | ---- | ---- | ---- | ---- | ---- | ---- | ---- | ---- | -------- | -------- | -------- | -------- | ---- |
| T. max. media (°C)  | 9    | 10,7 | 13,8 | 17,8 | 22,1 | 26,5 | 29,5 | 29,1 | 25,3 | 19,7 | 13,9 | 9,7  | 9,8      | 17,9     | 28,4     | 19,6     | 18,9 |
| T. min. media (°C)  | 2    | 2,9  | 5,1  | 8,0  | 11,6 | 15,3 | 17,5 | 17,3 | 14,8 | 10,7 | 6,6  | 3,1  | 2,7      | 8,2      | 16,7     | 10,7     | 9,6  |
| Precipitazioni (mm) | 73   | 73   | 72   | 75   | 65   | 52   | 33   | 55   | 77   | 95   | 114  | 86   | 232      | 212      | 140      | 286      | 870  |

## Storia
Al plebiscito del 1860 per l'annessione della Toscana al Regno di Sardegna i "sì" non ottennero la maggioranza degli aventi diritto (738 su totale di 1784), con un astensionismo da record, sintomo dell'opposizione all'annessione.
Nel settembre del 1943, quando Pietro Badoglio firmò armistizio di Cassibile, Vinci venne occupata dai nazisti. Vinci fu teatro di una lotta di resistenza ad opera della brigata partigiana "Silvano Fedi" di Pistoia, guidata da Enzo Capecchi e Artese Benesperi. La città fu liberata dai nazifascisti dalle truppe britanniche il 2 settembre 1944, dopo lunghi scontri con i tedeschi.

### Simboli
A Vinci, un tempo unita a Cerreto Guidi, in data 9 giugno 1860 fu concesso un nuovo emblema araldico con l'immagine dell'antico castello, al di sotto del quale fu posto lo stemma dei da Vinci.
Lo scudo è oggi circondato dagli ornamenti esteriori da Città.
Il gonfalone è un drappo di rosso.

### Onorificenze
Per ragioni legate alla sua importanza storica, anche in seguito agli studi leonardiani di Renzo Cianchi, al comune di Vinci fu concesso il titolo di città con decreto del presidente della Repubblica Luigi Einaudi il 15 luglio 1954.

## Monumenti e luoghi d'interesse

### Architetture religiose
Il comune di Vinci fa parte della diocesi di Pistoia.
Chiese di Vinci:
- Chiesa di Santa Croce
- Santuario della Santissima Annunziata

Chiese dei dintorni:
- Chiesa di Santa Maria Assunta (Faltognano)
- Oratorio dell'Erta
- Chiesa di Santa Maria a Petroio
- Chiesa di San Pietro (Sant'Amato)
- Pieve di San Giovanni Battista a Sant'Ansano
- Chiesa di Santa Maria Assunta (Spicchio)

### Architetture civili
- Biblioteca Leonardiana
- Casale di Valle in via Torrino, località Valle
- Museo Leonardiano
- Museo ideale di Vinci
- Villa del Ferrale in località Anchiano
- Villa di Mercatale in via Provinciale di Mercatale
- Villa Dianella Fucini in via Dianella 38, località Sovigliana
- Villa Vignozzi in via della Torre 6
- Casa Natale di Leonardo da Vinci in località Anchiano (a breve distanza da Vinci), visitabile.

### Architetture militari
- Castello dei Conti Guidi

### Altro

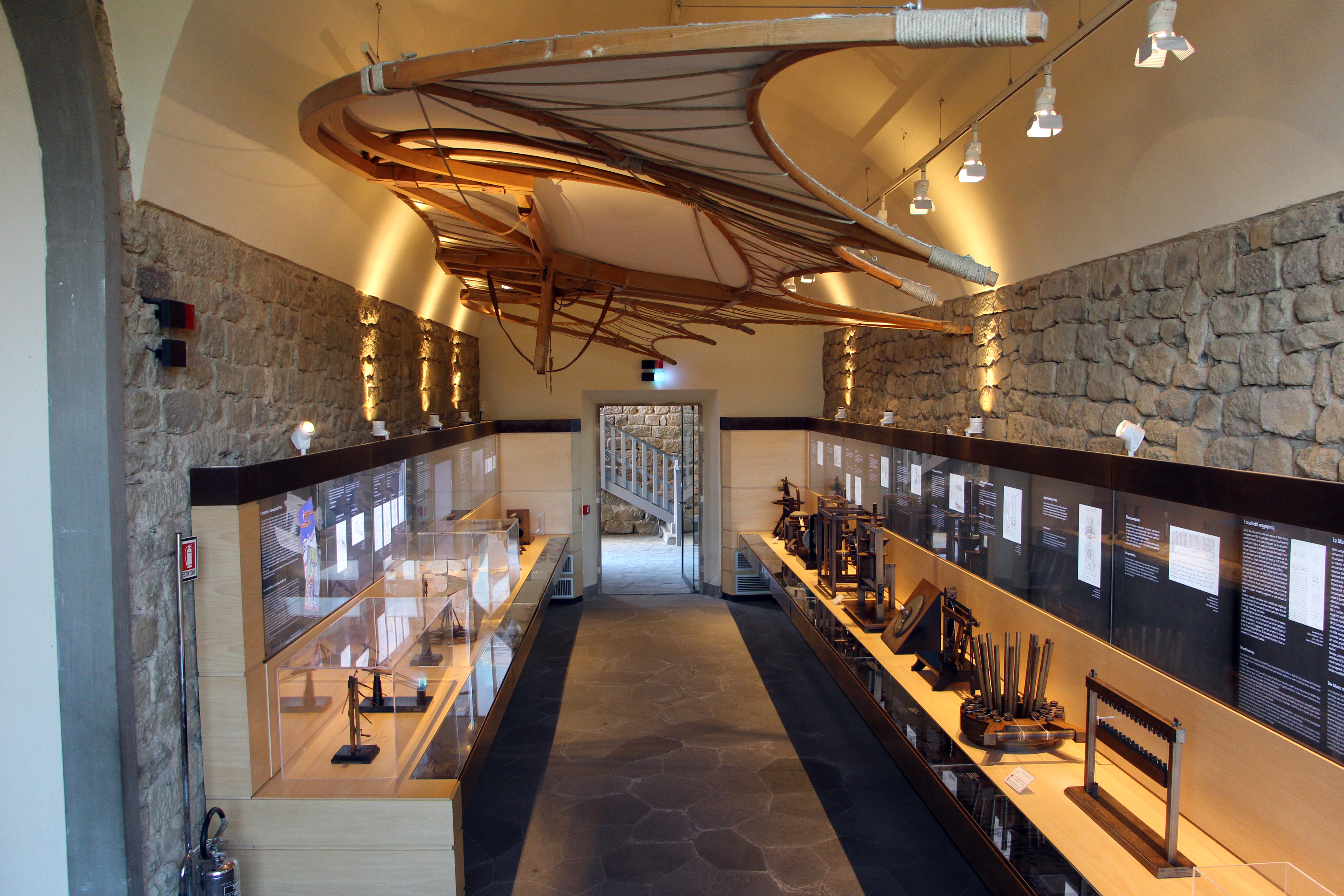
Il Museo leonardiano di Vinci

Altre attrattive del borgo vinciano sono:
- Piazza dei Guidi, riqualificata nel 2006 con un intervento d'arte contemporanea ideato da Mimmo Paladino, che include sculture incise con tasselli vitrei e lama d'argento, che creano un effetto scenografico di notte[12];
- L'Uomo di Vinci, scultura lignea di Mario Ceroli che si rifà al celebre disegno leonardiano dell'Uomo vitruviano, inaugurata nel 1987[12];
- Il cavallo (Leonardo's Horse) in bronzo e alto 2,4 m, replica delle due sculture realizzate da Nina Akamu (poste all'Ippodromo del galoppo di San Siro a Milano e presso il Parco Frederik Meijer a Grand Rapids, nel Michigan), inaugurata il 15 settembre 2001 nella centrale piazza della Libertà[12].

## Società

### Evoluzione demografica
Abitanti censiti

### Etnie e minoranze straniere
Secondo i dati ISTAT al 31 dicembre 2010 la popolazione straniera residente era di 1 545 persone. Le nazionalità maggiormente rappresentate in base alla loro percentuale sul totale della popolazione residente erano:
- Cina 742 pari al 5,09%
- Albania 214 pari al 1,47%.

## Cultura

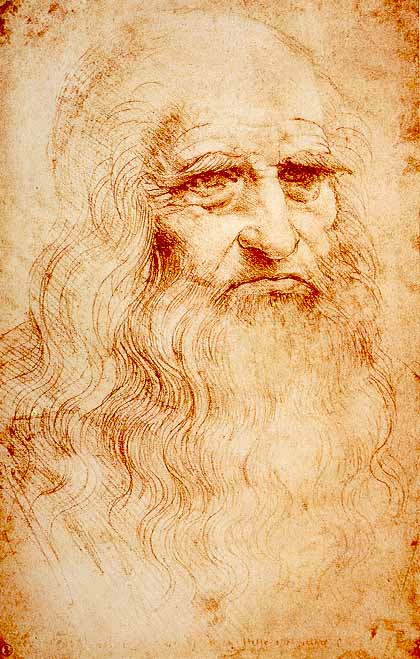
Leonardo da Vinci, Autoritratto, ~1510-1515, Torino, Biblioteca Reale

### La città di Leonardo
Vinci è il paese in cui nacque Leonardo, e qui sorgono la Biblioteca Leonardiana, centro internazionale di studi leonardiani, e il comunale Museo leonardiano di Vinci, ampia e prestigiosa collezione di modelli di invenzioni leonardiane realizzata all'interno della Palazzina Uzielli e del Castello dei Conti Guidi, mirabile fortificazione medievale risalente all'XI secolo. Visitato ogni anno da 130 000 persone, il Museo Leonardiano è uno dei musei più importanti e frequentati della Toscana.

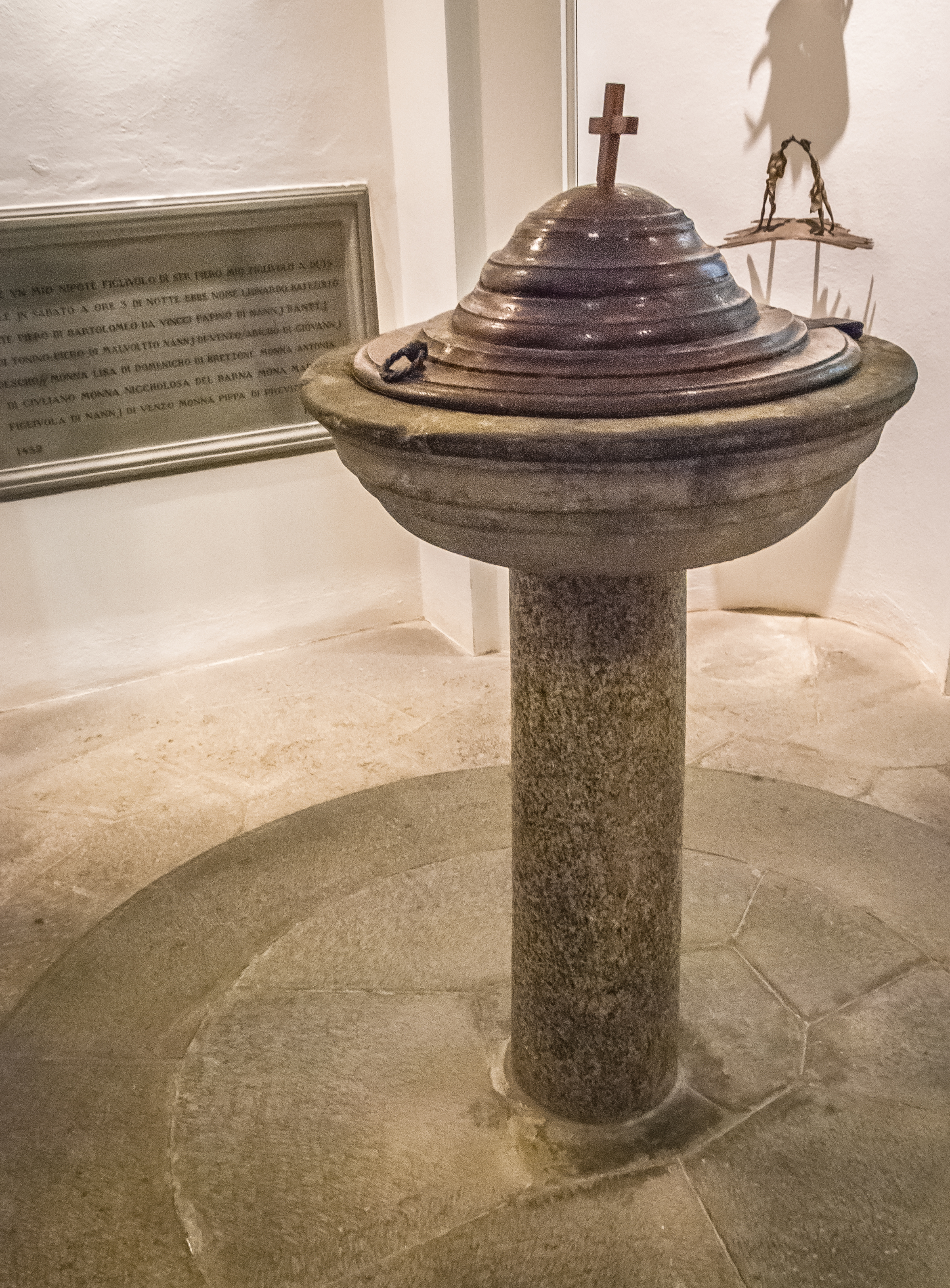
La fonte dove fu battezzato Leonardo presso la chiesa di Santa Croce a Vinci

A Vinci ha inoltre sede il Museo ideale Leonardo da Vinci, dedicato all'approfondimento dell'attualità della figura di Leonardo e alla complessità della sua opera di artista, scienziato, inventore.

### Istruzione
Dal settembre 2006 opera a Vinci una Summer School, sorta per promuovere corsi di perfezionamento postlaurea aventi per tema la tecnica del Rinascimento.
A Vinci ha anche sede l'IRSOO (Istituto di Ricerca e Studi in Ottica e Optometria) che ospita anche il corso di studi in Ottica e Optometria dell'Università degli Studi di Firenze; inoltre è presente la sede empolese del Corso di Laurea in Infermieristica e Fisioterapia dell'Università di Firenze presso l'Agenzia per la Formazione, ubicata nella frazione di Sovigliana-Spicchio.

### Eventi
- Marzo: "Festa della Poesia", rassegna popolare dove i vinciani partecipano recitando le proprie poesie.
- Aprile: "Lettura Vinciana", dissertazione di argomento leonardiano divenuta celebre tra gli studiosi di tutto il mondo, organizzata dall'Amministrazione Comunale.
- Luglio: "Festa dell'Unicorno" (manifestazione medievale-fantasy), ultimo mercoledì "Il volo di Cecco Santi" (rievocazione storica)
- Agosto: "Calici di stelle", la sera del giorno 10, degustazioni in piazza del castello e sulla terrazza panoramica
- Novembre: Premio giornalistico 'Li omini boni' per la comunicazione e 'Leonardo Berni' per il Cronista Toscano

## Geografia antropica

### Frazioni

#### Spicchio e Sovigliana

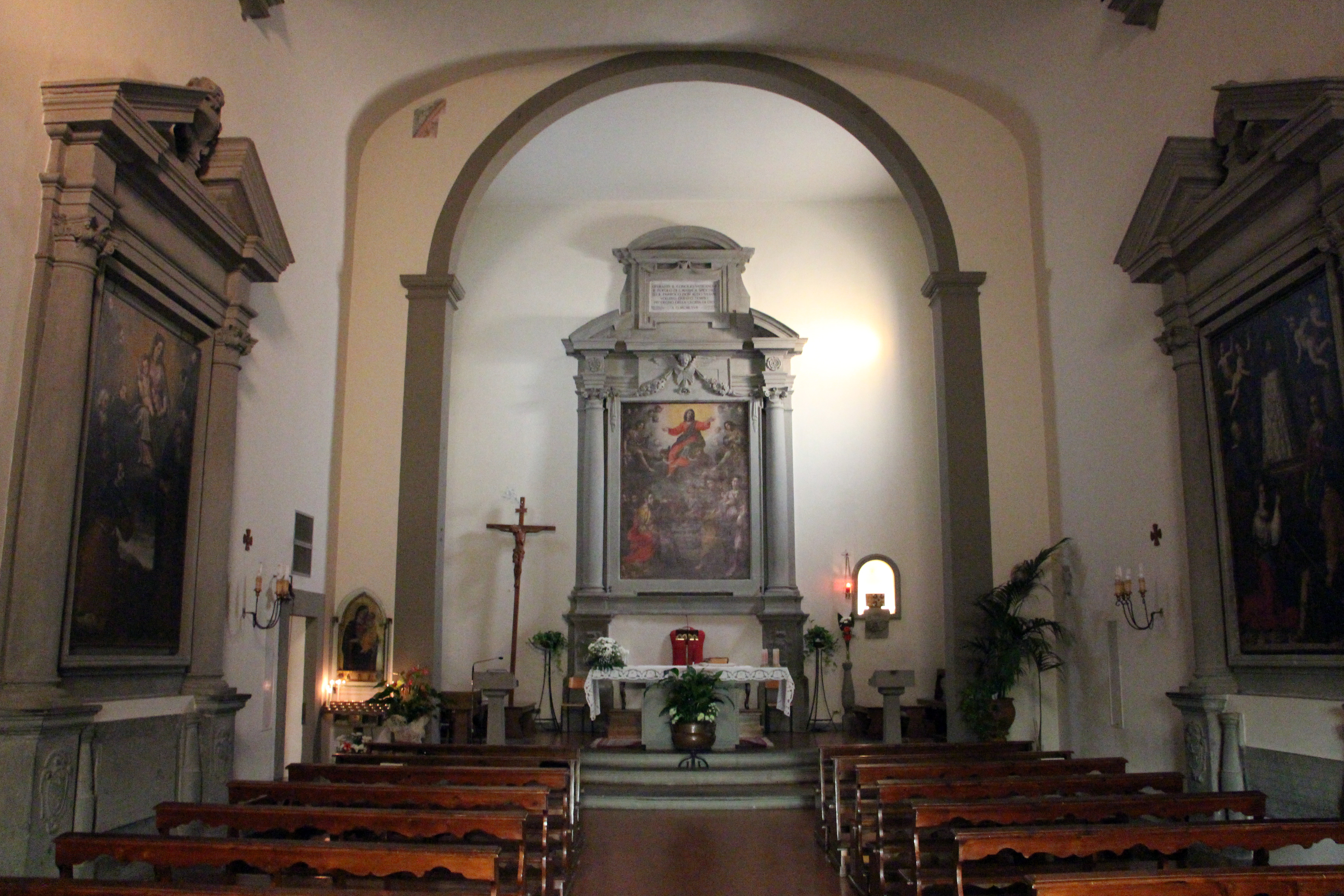
Interno della chiesa di Spicchio

La maggior parte della popolazione del comune di Vinci risiede a Sovigliana – Spicchio, frazione di cospicue dimensioni che conta quasi novemila abitanti ed occupa la parte meridionale del territorio municipale.
I centri di Sovigliana e Spicchio nacquero in epoca medievale (intorno al 1100) come passi di nave dediti al commercio fluviale e si sono sviluppati nel corso dei secoli lungo la riva nord del fiume Arno. A tal proposito è interessante ricordare che l'antico nome di Spicchio è Pagnanamina, corrispondente di Pagnana, località tuttora esistente della vicina Empoli, anch'essa lungo l'Arno e antico porto fluviale. Probabilmente il diminutivo deriva dalle dimensioni dei due centri all'epoca. A partire dagli anni '60 Sovigliana e Spicchio hanno registrato profonde trasformazioni sociodemografiche e un notevole processo di espansione economica che di fatto ha unito i due centri in un'unica frazione.
Benché si tratti di un'unica frazione, si è soliti distinguere tra Sovigliana (a ovest) e Spicchio (a est). Gli abitanti di Sovigliana si chiamano "soviglianesi" e quelli di Spicchio "spicchiesi".

## Economia
Il sistema produttivo di Vinci (imperniato sulle aree industriali e artigianali di Mercatale, Petroio, Sovigliana, Spicchio, Sant'Ansano e Ponte di Bagnolo) ha come pilastri il comparto manifatturiero (abbigliamento, chimica, nuovi materiali, nastri adesivi, trasformazione di prodotti alimentari) e un fiorente settore terziario (commercio, servizi). Significativa anche l'attività agricola, basata su un fertile e variegato territorio rurale da cui si ricavano prodotti tipici di grande qualità, in primo luogo il vino e l'olio.

## Amministrazione
Di seguito è presentata una tabella relativa alle amministrazioni che si sono succedute in questo comune.
| Periodo        | Periodo        | Primo cittadino    | Partito                                                       | Carica  |               |
| -------------- | -------------- | ------------------ | ------------------------------------------------------------- | ------- | ------------- |
| 18 giugno 1985 | 27 giugno 1990 | Rossella Pettinati | Partito Comunista Italiano                                    | Sindaco | [ 14 ]        |
| 3 luglio 1990  | 6 luglio 1992  | Rossella Pettinati | Partito Comunista Italiano Partito Democratico della Sinistra | Sindaco | [ 14 ]        |
| 6 luglio 1992  | 24 aprile 1995 | Giancarlo Faenzi   | Partito Democratico della Sinistra                            | Sindaco | [ 14 ]        |
| 24 aprile 1995 | 14 giugno 1999 | Giancarlo Faenzi   | Progressisti                                                  | Sindaco | [ 14 ] [ 15 ] |
| 14 giugno 1999 | 14 giugno 2004 | Giancarlo Faenzi   | Centro-sinistra                                               | Sindaco | [ 14 ] [ 15 ] |
| 14 giugno 2004 | 8 giugno 2009  | Dario Parrini      | Partito Democratico                                           | Sindaco | [ 14 ] [ 15 ] |
| 8 giugno 2009  | 11 marzo 2013  | Dario Parrini      | Partito Democratico                                           | Sindaco | [ 14 ] [ 15 ] |
| 26 maggio 2014 | 27 maggio 2019 | Giuseppe Torchia   | Partito Democratico                                           | Sindaco | [ 14 ] [ 15 ] |
| 27 maggio 2019 | 21 giugno 2024 | Giuseppe Torchia   | Partito Democratico                                           | Sindaco | [ 14 ] [ 15 ] |
| 21 giugno 2024 | in carica      | Daniele Vanni      | Partito Democratico                                           | Sindaco |               |

## Sport

### Calcio
A Vinci sono presenti due stadi da calcio, il più vecchio nelle immediate vicinanze del capoluogo in località Ripalta, il secondo, il principale e il più nuovo, in località Petroio alle porte di Sovigliana. Ad oggi, dopo fallimenti e passaggi di società, lo stadio di Petroio è gestito dall'Empoli calcio.
La società calcistica Giovani Vinci Calcio attualmente non è attiva con la prima squadra. La società storica di Vinci è stata l'Intercomunale Vinci, società che a metà anni '80 raggiunse anche l'Interregionale. Successivamente, dopo la cessazione, sorse il Real Vinci, oggi non più attiva.

### Tenzon di palla
La Tenzon di palla o calcio storico di Vinci si disputa una volta all'anno in occasione della fiera di Luglio,in questa partita si sfidano le due contrade di Vinci,i Nibbi del Vinci Alto contro i Leoni del Vinci Basso che detengono il record di vittorie.
Attualmente il titolo è detenuto dal Vinci Alto.

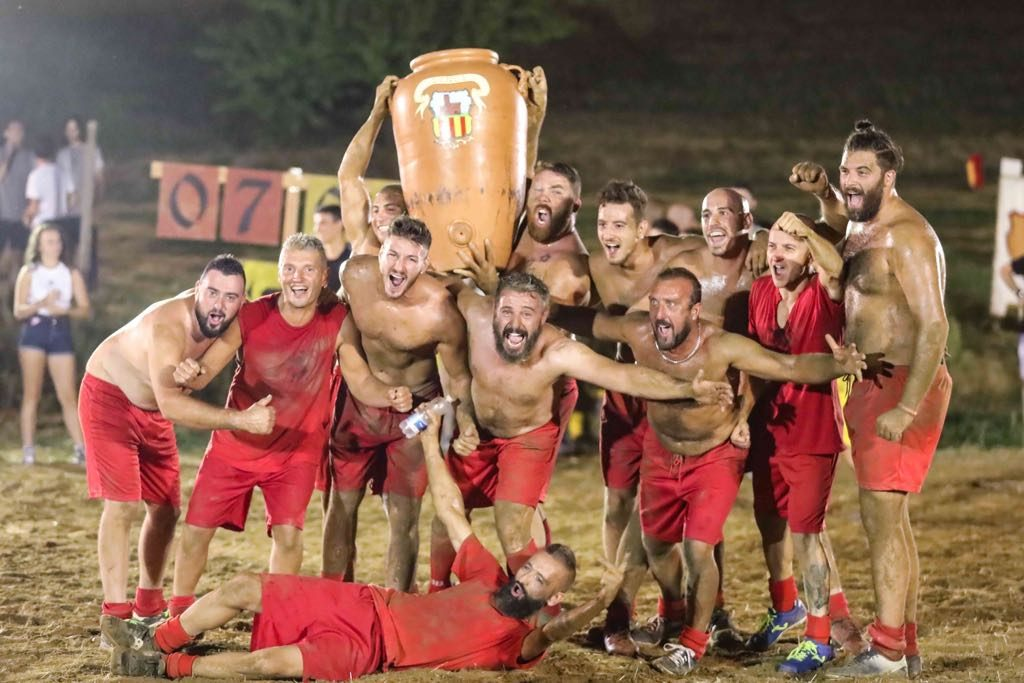
I Leoni del Vinci Basso dopo la vittoria